# Paul Henry (labdarúgó)
Paul Henry (Namur, 1912. szeptember 6. – 1989. október 6.), belga labdarúgó, középpályás.
Karrierjét szülővárosa csapatában, a Namur Sportsnál kezdte, ahol négy évet töltött. Pályafutása legsikeresebb időszaka a Molenbeek-hez köthető, ahol az ott töltött hét év alatt két bajnoki címet szerzett.
A belga válogatottban összesen kilenc találkozón léphetett pályára. Tagja volt az 1938-as vb-re utazó belga keretnek is.

## Sikerei, díjai
- Belga bajnok: 1936, 1937